# Añover de Tajo
Añover de Tajo é um município da Espanha na província de Toledo, comunidade autónoma de Castilla-La Mancha, de área 40 km² com população de 5175 habitantes (2007) e densidade populacional de 129,38 hab./km².

## Demografia
| Variação demográfica do município entre 1991 e 2004 | Variação demográfica do município entre 1991 e 2004 | Variação demográfica do município entre 1991 e 2004 | Variação demográfica do município entre 1991 e 2004 |
| --------------------------------------------------- | --------------------------------------------------- | --------------------------------------------------- | --------------------------------------------------- |
| 1991                                                | 1996                                                | 2001                                                | 2004                                                |
| 4396                                                | 4620                                                | 4692                                                | 4987                                                |